# Acanthastrea lordhowensis
Acanthastrea lordhowensis är en korallart som beskrevs av Veron och Marcel Pichon 1982. Acanthastrea lordhowensis ingår i släktet Acanthastrea och familjen Mussidae. IUCN kategoriserar arten globalt som nära hotad. Inga underarter finns listade i Catalogue of Life.